# Otmar Daniel Zinke
Otmar Daniel Zinke (10. srpna 1664 Strzegom – 8. září 1738 Broumov) byl benediktin a v letech 1700–1738 opat břevnovsko-broumovského opatství. Byl všestranným milovníkem historie, kultury a výtvarného umění.

## Život
Narodil se jako syn obchodníka Daniela Zinkeho ve Střihomi, v knížectví svídnickém. Po otcově smrti se vdova Zuzana s dětmi přestěhovala do Broumova, kde se podruhé vdala za Kaspara Sachse. Syn Daniel studoval klášterní gymnázium v Broumově, v němž již po nástupu roku 1670 vstoupil k benediktinům do noviciátu, 25. března 1671 složil dočasné sliby mnicha a přijal řeholní jméno Otmar. Ve studiu pokračoval a po absolutoriu vstoupil do arcibiskupského semináře v Praze. Studium filozofie a teologie tam dovršil v červenci 1689 obhajobou 43 univerzitních tezí z oboru dogmatiky a mravní teologie. Oponenty jeho práce byli dva františkáni z kláštera v Kladsku a cisterciák z Křešova. 15. srpna 1689 byl Otmar Daniel Zinke vysvěcen na kněze a stal se v Broumově kaplanem.
Od roku 1690 vyučoval na klášterním gymnáziu v Broumově a také svým spolubratřím přednášel filozofii, kanonické právo a morální teologii. Opat Tomáš Sartorius si jej oblíbil a pověřil jej diplomatickou misí: Otmar byl vyslán jako zástupce břevnovsko-broumovského opatství na císařský dvůr ve Vídni a k papežovu apoštolskému nunciovi. S dalším spolubratrem se zúčastnil benedikce křešovského opata Dominika Geyera, zastupoval broumovské opatství. 23. září 1697 jej opat Sartorius pověřil vedením úřadu hospodářského správce (provisora). 
Po Sartoriově smrti byl dne 13. října 1700 Otmar zvolen většinou hlasů (42 z 51) opatem kláštera břevnovsko-broumovského. V čele kláštera prosazoval jeho hospodářské pozvednutí, mimo jiné založením klášterních pivovarů v Břevnově i v Broumově a podporou broumovských městských řemesel i venkovského tkalcovství – plátenictví. Prosazoval také exempci svých klášterů, tj. vynětí z pravomoci pražského arcibiskupa a přímé podřízení papeži.

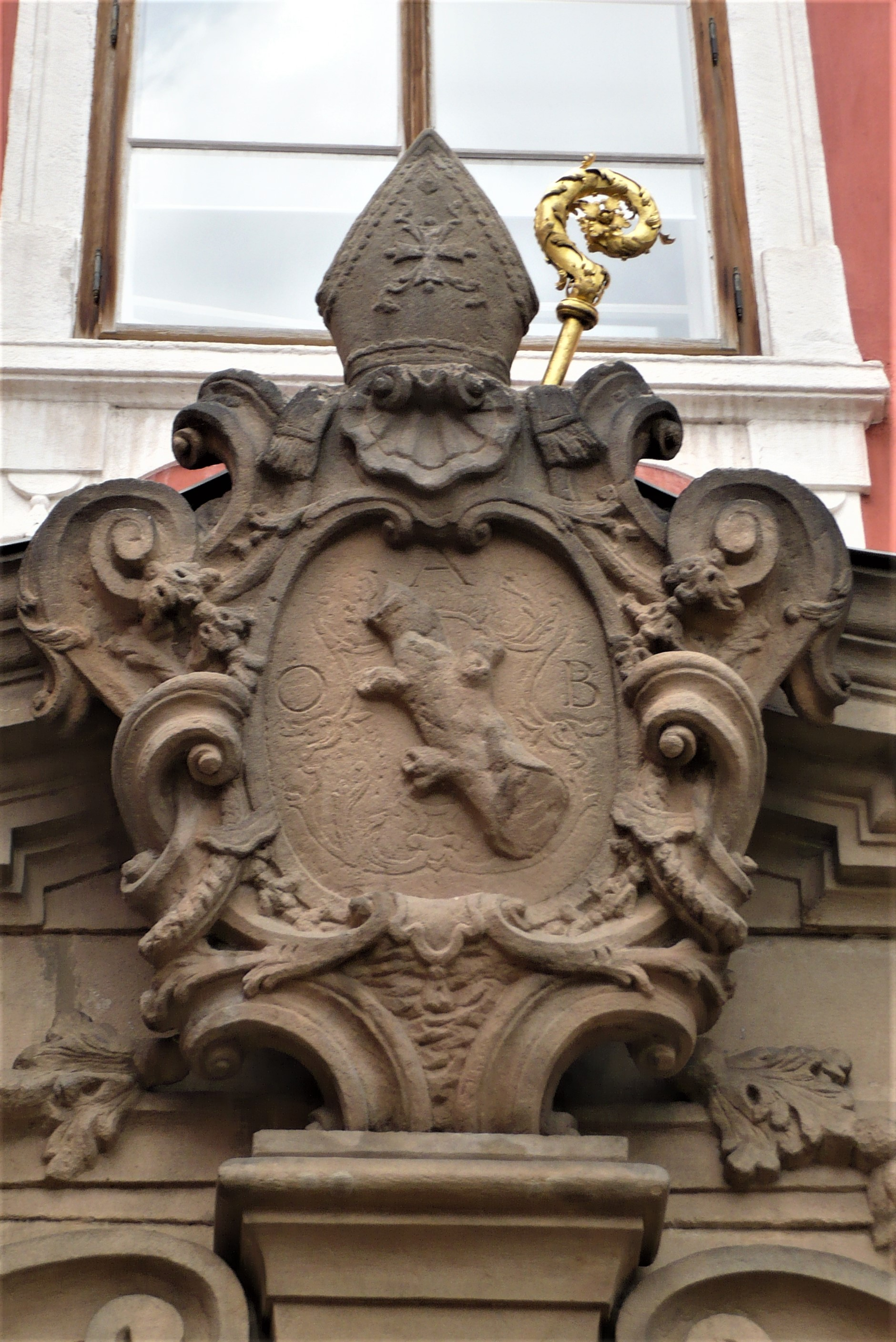
Opatův erb na portálu prelatury broumovského kláštera

## Stavební činnost
Patří k nejvýznamnějším opatům břevnovsko-broumovských benediktinů. V době, kdy byl opatem, inicioval a vedl 
- stavbu kostela sv. Markéty a břevnovského kláštera[2]
- přestavbu Broumovského kláštera
- přestavbu mariánského kostela a proboštství benediktinů v Polici nad Metují
- výstavbu kostela a kláštera benediktinů v lehnickém Poli v dolním Slezsku
- výstavbu broumovské skupiny barokních kostelů stavitelů Kryštofa a Kiliána Ignáce Dientzenhoferových, do které patří[3]:
- kostel svaté Máří Magdaleny (Božanov)
  - kostel Všech svatých (Heřmánkovice)
  - kostel svaté Barbory (Otovice)
  - kostel svatého Jakuba Většího (Ruprechtice)
  - kostel svaté Markéty (Šonov)
  - kostel svatého Michaela archanděla (Vernéřovice)
  - kostel svaté Anny (Vižňov)
  - kostel svatého Václava (Broumov)
- skupina kostelu na Policku
  - Kostel svatého Prokopa (Bezděkov nad Metují)
  - Kaple Panny Marie Sněžné (Hvězda)
  - Kostel sv. Kříže (Ostaš) - r. 1787 Josef II. kostel zrušil  a o rok později byl kostel zbořen
- stavbu barokního zámku v Kladně a kaple sv. Floriána